# Banići
Banići su selo u Dubrovačkom primorju.

## Povijest
Za vrijeme Dubrovačke Republike na putu za Ston, dubrovački knez je prolazio kroz Baniće. Tako u Budimi postoje dva mosta, koji su zaštićeni spomenici kulture.
Banići su bili obično naselje. Za vrijeme Kraljevine Jugoslavije, tu je postojala trgovina, poslije raspuštena. U razdoblju između dva svjetska rata u Banićima je bilo oko 26 obitelji što je imalo oko 300 mještana. Stariji bi obrađivali zemlju, a mlađi išli na pašu za ovcama i kozama. Kad bi bilo janjaca ili kozlića, to bi se uglavnom prodavalo kako bi se kupilo brašno i šećer, a doma bi se klalo samo za festu. Kako bi se došlo do novca išlo bi se u Slano prodavati ulje, bademe, smokve, rogače itd. Ovce bi se čuvale pa bi se vuna prerađivala i plela odjeća, a na nogama su se nosili opanci. Banićani su se zabavljali plesom linđom, a lijerice su se izrađivale od drva oraha, masline, hrasta, česvine, lovora i ostalog. Strune na gudalu najčešće su bile od konjskog repa. Prije prolaska Jadranske magistrale 1965. jedina veza s Gradom bio je brod koji je prometovao od Stona do Dubrovnika, ali je za ukrcaj trebalo ići u Slano. Prvi štednjak na drva u selo je došao 1953. godine, a selo je elektrificirano 1961. Godine 1965. stigao je prvi gramofon, a pet godina kasnije motokultivator iz Njemačke s plugom.
Postojale su dvije mlinice. Imale su kameni mlin u koji su se zasipale masline i koji je pokretao konj koji bi bio zamijenjen drugim kad bi se umorio. U mlin se zasipalo od 180 kg 250 kg maslina, a dnevno bi se moglo preraditi desetak mlina. Suvremena banićka uljara ima kapacitet 800 kg maslina na sat. Peradarska farma uništena u Domovinskom ratu izgrađena je 1978. godine. Tada se počela uvoditi i infrastruktura, voda, telefon i prilazne ceste. U prvoj fazi izgradnje farme izgrađene su dvije hale s kapacitetom od 25 000 kokoši, sortirnice za jaja, skladišni prostor i upravna zgrada. Godine 1983. izgrađene su još dvije hale čime je kapacitet povećan na 100 000 kokoši. Hrana za kokoši proizvodila se u Slavoniji, a do Metkovića se dovozila željeznicom odakle bi bila otpremljena u Baniće. Farma je zapošljavala oko 30 ljudi uglavnom iz Banića, a gnoj koji se dobivao kao otpad iz proizvodnje jaja koristio se u dolini Neretve za gnojidbu maslina.
Nakon što je farma razorena i popljačkana u Domovinskom ratu, zaposlenici su ipak uspjeli obnoviti jedan njezin dio za 50 000 kokoši. Nabavljena je i rabljena sortirnica za jaja, ali za proizvodnju nije bilo interesa. Ubrzo je farmu zahvatila privatizacija, te je na njenom području otvoren građevinski pogon za proizvodnju betona i betonskih blokova. Osim poljoprivredom i stočarstvom, Banićani su se kroz povijest bavili i ribarstvom. U Janskoj su smješteni ribarski magazini koji su služili za spremanje mreža, osti, vesala i ostale ribarske opreme. More je osim za ribanje služilo i za prijevoz pržine iz Morčuleta pa u Grad.
Za Domovinskog rata selo je spaljeno, a barke potopljene. Dana 18. i 19. svibnja 2013. u Banićima održavala se automobilistička utrka za prvenstvo Hrvatske u kronomoetar vožnjama „Nagrada Ragusa Racing 2013“ u organizaciji AK Ragusa Racing. U prosincu iste godine 250 000 kvadrata poslovne zone postalo je spremno za ulagače.

## Zemljopis

### Uvala Janska
Nalazi se na Jadranskom moru.
Tu su zavezane mnoge barke Banićana. U Podstijenama, na istoku uvale, stoji restoran na moru. On je otvoren samo ljeti,

### Budima
Tu se nalazi kamp, a preko puta njega vrtovi maslina koje obrađuju mještani. Postoji i plaža, ali dolazi manje turista nego u uvali.

### Ostalo
Ostalo su uglavnom baštine i naselja s kućama i vrtovima. Tu postoji uljara, trgovina i rimokatolička crkva.
Te su baštine i naselja Mulare, Podanja, Predstranje itd.
Crkvena župa u Banićima ustanovljena je 1771. godine, a tada je postojeća Crkva sv. Marije Mandaljene proširena shodno potrebama župne crkve. Na njezinom mjestu nalazila se starija crkva koju je sagradio član obitelji Ohmučevića, o čemu svjedoči teško čitljiv natpis na bosančici uzidan u južni crkveni zid: "Ja Nikola Matijašev rečeni Bilić od plemena Ohmučevića ovu crkvu sazidah na slavu Gda Boga i na..." Upravo tu staru crkvu u Banićima vizitirao je dubrovački nadbiskup Petar de Torres 1671. godine. Na osnovi u zidić ispred crkve uzidanog natpisa drži se da je starija crkva sagrađena 1600. godine. Drugi natpis najvjerojatnije je bio crkveni nadvratnik i pripada drugoj fazi crkve: "VAN...STIEPANOVIS BAN...AMLOVCH RADICH...POVVVETE MARIE MANDALENI ANII...IEDNOS HEREDIM MARICHIA MEDAOVIA GODISCTA MDC."
Sadašnja jednobrodna i pravilno orijentirana crkva s četvrtastom apsidom spada u skupinu teško stilski odredivih crkava dubrovačkog kraja koje su tijekom više stoljeća brojnim popravcima izgubile stilsku prepoznatljivost. Niz snažnih potresa tijekom 19. stoljeća ostavio je teška oštećenja na skromnoj seoskoj crkvi. Nacrti za popravak koji se čuvaju u dubrovačkom Državnom arhivu izrađeni su 3. studenog 1897. godine. Jednokratni skromni župni dvor je od starije građevine iz doba Dubrovačke Republike zadobio tada konačni oblik i tako dočekao 1991. godinu kad je spaljen. Poslijeratna obnova je zadržala oblik građevine s početka 20. stoljeća neizrazitih stilskih crta, ali koja sa župnom crkvom i grobljem tvori jedinstvenu ambijentalnu cjelinu.
Od kasnobarokne crkve danas je najprepoznatljiviji glavni kameni oltar nastao u korčulanskim radionicama 18. stoljeća. Podoltarnik izrađen od korčulanskog kamena i obojen kako bi oponašao fakturu mramora ukrašen je prepletom akantusovih listova. Kameni retabl nose dva stupa s rastvorenim akroterijem. Stara barokna oltarna pala nastala u domaćoj radionici skromnih mogućnosti zamijenjena je lošom kopijom 1995. godine. Ikonografski je Sv. Marija Mandalena prikazana kao egzaltirana djevica raspuštene kose u trenutku zanosa s lebdećim anđelima, po tipičnoj baroknoj koncepciji, koju je nepoznati domaći slikar 18. stoljeća posve vulgarizirao. Najvrjedniji liturgijski predmet u banićkoj župnoj crkvi je čestičnjak s gotičkom bazom i nodusom od pozlaćenog srebra. Čaška čestičnjaka nastala je u dubrovačkoj zlatarskoj radionici 16. stoljeća. Iz mletačkih radionica potječe i kasnorenesansni kalež iz kraja 16. ili početka 17. stoljeća. 

## Stanovništvo
Prema popisu stanovništva iz 2011. godine u Banićima obitava 139 stanovnika.
| broj stanovnika | 218   | 201   | 138   | 138   | 144   | 158   | 158   | 158   | 157   | 159   | 150   | 126   | 35    | 101   | 143   | 139   | 124   |
|                 | 1857. | 1869. | 1880. | 1890. | 1900. | 1910. | 1921. | 1931. | 1948. | 1953. | 1961. | 1971. | 1981. | 1991. | 2001. | 2011. | 2021. |

## Šport
- Nagrada Ragusa Racinga

## Poznate zgrade
- Crkva Sv. Marije Magdalene, zaštitnice Banića
- Kamp u Budimi
- Uljara Banići

- Omladinski dom (prije škola)

- Peradarska farma Agrokoka (spaljeno)

## Vanjske poveznice
- O Banićima  Arhivirana inačica izvorne stranice od 25. veljače 2007. (Wayback Machine)